# Warlock (Texas)
Warlock ist eine Ortschaft im Marion County im Nordosten des Bundesstaats Texas der USA.

## Geographie
Warlock liegt rund acht Kilometer südöstlich der Kleinstadt Avinger an der Landstraße FM 729, die nächstgelegene Siedlung ist Mims Chapel, zwei Kilometer südlich am Ufer des Stausees Lake O' the Pines gelegen.

## Geschichte
Warlock wurde 1912 als Ero von der Port Bolivar Iron Ore Railway Company gegründet. Diese Eisenbahngesellschaft plante an dieser Stelle einen Bahnhof für eine Bahnstrecke von den Eisenerzminen im Cass County nach Longview, die jedoch nie fertiggestellt wurde. Die Siedlung wuchs dennoch heran und war in den 1930er Jahren Sitz zweier Kirchen sowie einer segregierten Schule mit sechs Klassenräumen für über 100 schwarze (afroamerikanische) Schüler; die meisten Bewohner des Ortes waren ehemalige Sklaven (freedmen) und deren Nachkommen.
Aktuelle Daten zur Einwohnerentwicklung Warlocks liegen nicht vor, da die Siedlung nicht inkorporiert ist und vom United States Census Bureau nicht als statistische Einheit erfasst wird.